# Hochhub
Hochhub är en kulle i Österrike.   Den ligger i distriktet Steyr-Land och förbundslandet Oberösterreich, i den nordöstra delen av landet, 150 km väster om huvudstaden Wien. Toppen på Hochhub är 609 meter över havet, eller 68 meter över den omgivande terrängen. Bredden vid basen är 1,9 km.
Terrängen runt Hochhub är kuperad söderut, men norrut är den platt. Närmaste större samhälle är Steyr, 9,6 km nordost om Hochhub. 
Omgivningarna runt Hochhub är en mosaik av jordbruksmark och naturlig växtlighet. Runt Hochhub är det ganska tätbefolkat, med 60 invånare per kvadratkilometer.